# Astacoides caldwelli
Astacoides caldwelli é uma espécie de crustáceo da família Parastacidae.
É endémica de Madagáscar.